# Ушаков, Борис Фёдорович
Бори́с Фёдорович Ушако́в (2 (14) мая 1889 — 17 августа 1918) — русский офицер, Генерального штаба подполковник (1917), участник Первой мировой и Гражданской войн. Деятель «белого» движения на Востоке России, один из видных участников свержения советской власти в Поволжье и Сибири весной 1918 года, посмертно награждённый орденом Святого Георгия 4-й степени и произведенный в полковники.

## Происхождение и образование
Борис Фёдорович Ушаков родился в Тамбовской губернии, в семье дворянина, полковника (впоследствии — отставного генерал-майора) Фёдора Алексеевича Ушакова и Софьи Карловны Занкевич, вдовы генерал-майора И. М. Занкевича, одним из детей которой от первого брака был будущий видный военный деятель генерал-лейтенант М. И. Занкевич — сводный брат Бориса Ушакова.
Общее образование получил в Псковском кадетском корпусе, по окончании которого 1 июля 1906 года был зачислен юнкером в Павловское военное училище. Из училища выпущен 15 июня 1908 года подпоручиком в Лейб-гвардии Финляндский полк.
В 1911 году успешно сдал вступительные экзамены в Императорскую Николаевскую военную академию, которую окончил в 1914 году по 1-му разряду и, произведённый 6 декабря 1912 года в поручики гвардии (со старшинством с 15 июня 1912 года), был причислен к Генеральному штабу, с прикомандированием к штабу Виленского военного округа для испытания (по окончании Академии, в мае 1914 года за отличные успехи в науках был награждён орденом Святого Станислава 3-й степени).

## Первая мировая война
Участник Первой мировой войны. 22 марта 1915 года был переведен в Генеральный штаб штабс-капитаном, с назначением обер-офицером для поручений при штабе 25-го армейского корпуса.
К началу 1916 года был помощником старшего адъютанта отделения генерал-квартирмейстера штаба 12-й армии. 31 марта того же года назначен старшим адъютантом штаба 3-й гренадерской дивизии. 10 апреля 1916 года за отлично-ревностную службу и особые труды, вызванные обстоятельствами текущей войны, удостоен чина Генерального штаба капитана.
Во время войны служил в штабах Минского военного округа, 25-го армейского корпуса, 4-й, 12-й, Особой (13-й) армий и в штабе 3-й гренадерской дивизии, временно исполняя должность начальника штаба этой же дивизии. Окончив соответствующие краткосрочные курсы, получил звание лётчика-наблюдателя и участвовал в авиационных разведках. 
16 февраля 1917 года назначен штаб-офицером для поручений по авиации отдела генерал-квартирмейстера штаба Особой армии и 15 августа того же года произведен в Генерального штаба подполковники.
В революционном 1917 году Борис Фёдорович Ушаков избирался в делегаты армейских съездов и ездил в августе этого года на Московское государственное совещание, после которого посещал Киев и Ставку, а позднее и Быхов, где находились в заключении после Корниловского выступления сочувствовавшие генералу Л. Г. Корнилову военные, с которыми Ушаков был солидарен. В итоге за офицером закрепилась репутация контрреволюционера и в ноябре 1917 съезд солдат Особой армии требовал его расстрелять, а в январе 1918 его даже арестовали, хотя впоследствии и освободили.
Взгляды Б. Ф. Ушакова описывал в 1918-м году капитан П. А. Нарышкин, сообщавший, что в 1917 году в Киеве Борис Фёдорович высказывался следующим образом:
Россию спасут только славяне, только славяне должны быть у власти. Никаких партий, никаких лиц, носящих нерусские фамилии не должно быть у власти. Никаких подлецов, привезенных из-за границы в запломбированных или не запломбированных вагонах, нельзя допускать на пушечный выстрел к власти, ибо их руки не чисты и их дела грязны. Россия много горя испытает, но она не погибнет, а в своем горе вспомнит мои слова и жестоко отомстит различным лениным, троцким, нахамкесам и Ко.
По мнению современного историка А. В. Ганина, эти слова Ушакова говорят о том, что он был не просто противником большевиков, но и русским националистом, что и предопределило выбор Борисом Фёдоровичем стороны в предстоящей гражданской войне.

## Гражданская война
С февраля 1918 года служил в Чехословацком корпусе, занимал должность начальника штаба 2-й дивизии Чехословацкого корпуса. Во время начавшегося отхода Чехословацкого корпуса с Украины на восток и погрузки в эшелоны близ станции Бахмач, в первой половине марта 1918 года наседавших немцев сдерживал 6-й Ганатский полк, начальником штаба которого был Ушаков, проявивший вдобавок к боевым качествам офицера и дипломатический талант, умудрившись убедить выступить против германцев «красные» армейские части. За эти успешные действия молодой офицер получил назначение врид начальника штаба 1-й Чехословацкой стрелковой дивизии. Однако, в связи с тем, что этот штаб находился в самом авангарде двигавшихся на восток чехословаков, Ушаков не смог фактически занять эту должность, и стал вместо этого временно исполнять должность начальника штаба 2-й Чехословацкой стрелковой дивизии.
Во время Гражданской войны сражался в войсках Восточного фронта Русской армии. Командовал отдельной Канско-Нижнеудинской группой чехословаков и местных отрядов русских добровольцев. Сыграл большую роль в восстании Чехословацкого корпуса против большевиков, захватившими власть в России: после начала 23—24 мая 1918 года попыток разоружения в Красноярске большевиками авиационно-штабного эшелона 2-й дивизии Чехословацкого корпуса, Ушакову, следовавшему в поезде в качестве русского начальника чехословаков, удалось ускользнуть от «красных», после чего он вступил в контакт с антибольшевистским подпольем и поднял в Канске восстание, как только дождался эшелона с ударным батальоном чехословаков. В ночь на 29 мая в ответ на враждебные действия большевиков Б. Ф. Ушаков во главе 500 чехословаков за 40 минут взял под контроль Канск, захватив у красных в качестве трофеев 10 тыс. винтовок, 4 бомбомёта и 38 тыс. патронов. Являясь по позднейшему отзыву Р. Гайды не только талантливым военачальником, но и хорошим политическим организатором, Ушаков объявил о созыве в Канске городской думы и формировании отряда русских офицеров и добровольцев. Ещё не втянувшись в войну с большевиками, Борис Фёдорович проявил в Канске гуманизм, отпустив взятых в ходе боестолкновения пленных под честное слово не воевать против «белых» и чехов.
16 июня Ушаков начал операцию против большевиков и их союзников-венгров на станции Клюквенная, лично возглавляя атаки своих бойцов. В атаке использовался импровизированный бронепоезд, была сорвана попытка красных протаранить его своим паровозом. В итоге двухчасового боя большевики отступили на трёх поездах, вскоре пущенных «белыми» под откос. В этом бою трофеи ушаковцев составили два орудия и несколько пулемётов. После этого на станции Сорокино отряд подполковника Ушакова соединился с возглавляемой капитаном Гайдой частью 2-й Чехословацкой дивизии.
Во время взятия Иркутска 11 июля 1918 подполковник Ушаков не только активно руководил боевыми действиями, но и организовывал снабжение и обучение пополнений. Высоко оценена начальством была и организация Ушаковым штабной работы. С образованием 21 июля штаба Восточного фронта объединённых сил русских и чехословаков Б. Ф. Ушаков стал начальником этого штаба. Это назначение сопровождалось публикацией хвалебной статьи в  издававшихся в  Иркутске «Известиях отряда чешско-словацких войск», в которой говорилось:
Ушаков уже давно состоит в  рядах чешской армии, уже давно делил с ней радости и горе, начиная с похода из Украины и кончая последним боем под Слюдянкой, которым он руководил.
В должности начальника штаба фронта Ушаков участвовал в боях с красными в Прибайкалье, оперативно реагировал на изменения боевой обстановки и инициировал мероприятия военного строительства. Бои в июне — августе 1918 года между Красноярском и Верхнеудинском стали звёздным часом Б. Ф. Ушакова. Захват Канска, бой под Клюквенной, сражение под Нижнеудинском, бой на реке Белая, занятие Иркутска, сражения под Култуком и Мурино, наконец, Посольский десант — во всех этих победах Ушаков был душой дела и разработчиком операций. При этом подполковник Ушаков не был типичным штабным офицером. Он действовал храбро и  дерзко, неоднократно лично участвовал в  боевых столкновениях, проводил разведку или корректировал огонь артиллерии. Не раз это спасало положение и приносило успех и победу. 
Последней операцией, которой руководил Борис Фёдорович, стал дерзкий десант в тыл красных через Байкал 15—17 августа 1918 года, оказавший влияние на последующий ход Гражданской войны в Восточной Сибири. Он командовал высадившимся с трёх пароходов на восточном берегу озера у Посольского Спасо-Преображенского монастыря в тылу у красных десантом численностью в 900 человек при 6 орудиях в составе Барнаульского полка, пяти рот чехословаков и сотни 1-го Енисейского казачьего полка. После высадки десантники двинулись в сторону станции Посольская, располагавшейся в 14 км от берега Байкала. По пути к станции Посольская белый десант расчленил красные войска на две части, заблокировал железнодорожное сообщение и предотвратил взрыв врагом важнейшего стратегического объекта — железнодорожного моста через Селенгу — когда на железной дороге образовалась пробка, выдавая себя за мадьярского командующего, подполковник Ушаков смог затребовать из Верхнеудинска у красного командования поезд со взрывчаткой, предотвратив этим планировавшийся противником при помощи этой взрывчатки взрыв моста через Селенгу. После занятия Посольской Ушаков решил распределить свои силы на флангах, из-за чего его десант не смог отразить наступления красных. После того, как красное командование поняло к вечеру 15 августа, что их 50 эшелонов оказались в ловушке, они весь день 16-го перегруппировывались, после чего стали пробиваться на восток, имея 3-кратное преимущество и подтягивая новые подкрепления. Белые 16-го также подтянули подкрепления со станции порт Байкал, но были атакованы утром 17-го сразу с двух сторон. Видя возникшую неразбериху, Ушаков со своим адъютантом чешским поручиком Рифесталем отправился на дрезине к станции Боярская, где планировал организовать отпор наседавшим большевикам. Недалеко от станции на разъезде №19 Ушаков с Рифесталем, натолкнувшись на красногвардейские отряды, вышли к ним как парламентёры под белым флагом и предложили красным сдаваться в виду бесполезности сопротивления. Красное руководство в лице Трилиссера, Ширямова, Постоловского, Каландрашвили отвергло предложение, а Ушаков и его адъютант были при этом схвачены и убиты.
Их тела не избежали участи поругания, постигшей в 1918 году останки генерала Л. Г. Корнилова и останки Царской Семьи и вынудившей белых при отступлении впоследствии забирать с собой прах своих погибших вождей и военачальников, как поступили на Юге России в конце 1919 года при оставлении Екатеринодара дроздовцы с останками М. Г. Дроздовского, М. В. Алексеева или на Востоке России в 1920-м каппелевцы с останками В. О. Каппеля — тела Ушакова и Рифесталя были исколоты штыками, головы разбиты прикладами, останки облиты керосином и сожжены. Адъютанта Ушакова перед этим предварительно подвешивали. Самого Ушакова кололи в лицо штыком, отрезали уши, нос и язык, выкололи глаза, всё тело подполковника было в штыковых ранах. Как и на Юге России в случае с глумлением над телом генерала Корнилова, эпизод с поруганием останков Б. Ф. Ушакова оказал влияние на последующую ожесточённость — после того, как на следующий день красные части были разгромлены, в наказание и назидание командующий фронтом Р. Гайда приказал расстрелять пленных большевиков из пулемётов.
Тело Ушакова было привезено в Иркутск и выставлено в железнодорожной гимназии. Временное Сибирское правительство посмертно 20 августа произвело его в полковники и назначило семье Б. Ф. Ушакова специальные льготы. Тогда же он был награждён чехословацким орденом «За свободу», а 30 августа — по удостоению Георгиевской Думы Восточного фронта приказом Верховного правителя и Верховного главнокомандующего Русской армией адмирала А. В. Колчака от 3 декабря 1918 года Б. Ф. Ушаков был посмертно награждён орденом Святого Георгия 4-й степени. Тело Ушакова было запаяно в металлический гроб в Верхнеудинске и перевезено 29 августа в Канск, в занятии которого офицер сыграл столь важную роль. Останки Б. Ф. Ушакова были погребены в ограде кафедрального Свято-Троицкого собора, 1 сентября была отслужена торжественная панихида. Представители Иркутского военного округа на могилу Ушакова возложили венок с надписью: «Храбрейшему и лучшему из сынов России Б.Ф. Ушакову от войск военного Иркутского округа».
Признавали личное мужество Ушакова и его достижения не только соратники, но даже враги, отмечая популярность «белого» военачальника среди своих собственных красноармейцев! Так командир 2-го Сибирского советского стрелкового корпуса Д. Н. Сенотрусов, описывая последние минуты жизни подполковника Ушакова отмечал: 
Ушаков был легендарный герой белогвардейцев и чехов. Его слава и популярность была большая не только среди своих, но даже среди красных. Я знал его по рассказам за храбреца и героя… На грани жизни Ушаков нравственно окреп. Молча стал, сложил на груди руки и спокойно поднял голову. Рядом, на полголовы ниже, стоял чех…

## Память
После гибели Б. Ф. Ушакова в Сибири стал формироваться его героический культ и сопутствующие мифы. Особо подчеркивалось, что погибший являлся связующим звеном между чехословаками и русскими, был чужд сословных предрассудков старого офицерства, предан делу освобождения России. Выпускались открытки с его портретом, фотографии изуродованного тела офицера использовались в антибольшевистской пропаганде. Ушакову посвящали стихи:
Спи орёл наш сизокрылый,

Со спокойной спи душой.

Заслужил ты, друг наш милый,

Славу вечную, покой.

Спас ты всех нас от насилий,

Спас от рабства ты народ...

Побеждал всех, [но] могилу

Победить лишь ты не мог.

Спи же наш герой чудесный.

Путь окончен твой земной.

Путь другой теперь — небесный

Встал открытым пред тобой.

Так помолимтесь же, братья,

Мы с поникшей головой

И простимся с тем навеки,

Кто поднялся над толпой.
В 1919 году на могиле Б. Ф. Ушакова был установлен памятник, который, однако, повторил судьбу захоронения В. О. Каппеля в Харбине, и тоже был разрушен большевиками после занятия Канска в 1920 году частями РККА.

## Награды
- Медаль «В память 100-летия Отечественной войны 1812» (1912)
- Медаль «В память 300-летия царствования Дома Романовых» (1913)
- Орден Святого Станислава 3-й степени с мечами и бантом (ВП 08.05.1914)
- Орден Святой Анны 3-й степени (ВП 11.05.1915)
- Орден Святой Анны 4-й степени с надписью «За храбрость» (утв. ВП 06.06.1916)
- Орден Святой Анны 2-й степени (ВП 24.06.1916)
- Орден Святого Станислава 2-й степени (утв. ВП 14.08.1916)
- Орден Святого Владимира 4-й степени с мечами и бантом (утв. ВП 02.03.1917; утв. Доп. к ПАФ 04.03.1917)
- Орден Святого Георгия 4-й степени (Приказ ВП и ВГ 03.12.1918, посмертно)

## Комментарии
1. ↑  С. В. Волков сообщает что Ушаков был произведён в полковники по чешской армии[8]. В других источниках об этом упоминаний нет.